# لاري سينجستوك
لاري سينجستوك (بالإنجليزية: Larry Sengstock)‏ مواليد 4 مارس 1960، هو لاعب كرة سلة أسترالي سابق بدأ مسيرته الاحترافية في سنة 1979. اعتزل اللعب في 1996.

## روابط خارجية
- لاري سينجستوك على موقع الاتحاد الدولي لكرة السلة (الإنجليزية)
- لاري سينجستوك على موقع ريلجم (الإنجليزية)
- لاري سينجستوك على موقع سبورتس رفرنس (الإنجليزية)
- لاري سينجستوك على موقع أوليمبيديا (الإنجليزية)
- لاري سينجستوك على موقع اللجنة الأولمبية الأسترالية (الإنجليزية)